# Crematista
La palabra crematista (chrematistés) es una expresión originaria del griego, cuya significación alude a los jueces ambulantes que impartían justicia de lugar en lugar bajo el arbitrio del archidikasta, quien durante la autoridad ptolemaica, practicaba el control jurídico sobre Egipto, desde Alejandría, presidiendo a los crematistas. El Derecho civil griego estuvo vigente durante esa época y fue incluido al código legal de Alejandría entre otras ciudades egipcias. Siendo en un principio asociaciones judiciales de carácter transitorio, los crematistas, trataban con los estrategos las pretensiones de los particulares sin importar la etnia de los justiciables, al ser jueces que se ajustaban a la jurisdicción local y solucionaban litigios en el camino, únicamente los expuestos en lengua griega (los laocritas eran los entendidos en pleitos en lengua egipcia).
Con los años, los crematistas trataron de igual manera litigios dependientes del Derecho egipcio. La figura del crematista se fue desintegrando ya en el periodo romano, donde el praefectus concentró todas las facultades jurídicas.